# Ocneropsis
Ocneropsis is een geslacht van rechtvleugeligen uit de familie Pamphagidae. De wetenschappelijke naam van dit geslacht is voor het eerst geldig gepubliceerd in 1942 door Uvarov.

## Soorten
Het geslacht Ocneropsis  is monotypisch en omvat slechts de volgende soort:
- Ocneropsis bethlehemita (Bolívar, 1893)